# Połczyn-Zdrój (gemeente)
De gemeente Połczyn-Zdrój is een stad- en landgemeente in powiat Świdwiński, woiwodschap West-Pommeren. Aangrenzende gemeenten:
- Rąbino en Świdwin (powiat Świdwiński)
- Białogard en Tychowo (powiat Białogardzki)
- Czaplinek, Ostrowice en Złocieniec (powiat Drawski)
- Barwice (powiat Szczecinecki)

Zetel van de gemeente is in de stad Połczyn-Zdrój.
De gemeente beslaat 31,4% van de totale oppervlakte van de powiat.

## Demografie
De gemeente heeft 32,8% van het aantal inwoners van de powiat.

## Plaatsen
- Połczyn-Zdrój (Duits Bad Polzin, stad sinds 1337)

sołectwo:
- Bolkowo (Bolkow), Bronowo (Brunow), Brusno (Brutzen), Buślary (Buslar), Czarnkowie, Gaworkowo (Gauerkow), Kołacz (Kollatz), Lipno (Neu Liepenfier), Łęgi (Langen), Łośnica (Lasbeck), Nowe Resko (Ritzig), Ogartowo (Jagertow), Ogrodno (Kavelsberg), Ostre Bardo (Wusterbarth), Popielewo (Poplow), Przyrowo (Groß Hammerbach), Redło (Redel), Sucha-Borkowo (Zuchen-Birkenfelde), Szeligowo (Eichenfelde), Toporzyk (Bramstädt), Wardyń Górny (Hohenwardin), Zajączkowo (Alt Sanskow) en Zajączkówko (Neu Sanskow).